# 김홍장
김홍장(金洪欌, 1962년 1월 31일~)은 대한민국의 정치인이다. 제2·3대 충청남도 당진시장이다.

## 학력
- 고대초등학교 졸업
- 당진중학교 졸업
- 남대전고등학교 졸업
- 단국대학교 중퇴
- 경희사이버대학교 NGO학 학사
- 경희대학교 공공대학원 정책학 석사

## 경력
- 더좋은민주주의연구소 이사
- 사람사는세상 노무현재단 위원
- 민주당 당진군 지역위원장
- 한반도 평화와 경제발전 전략 연구재단 기획위원
- 남이흥장군문화제집행위원회 위원장
- 충청남도 당진교육청 교육정책자문위원
- 홍성군립합창단 단장
- 당진신문사 대표이사
- 당진신문사 발행인
- 노무현 대통령후보 당진군 선거대책본부장
- 바르게살기운동중앙협의회 당진군협의회 위원
- 민주평화통일자문회의 정책자문위원
- 청장년선교회 충청연회연합회 회장
- 2006.07~2010.06 제8대 충청남도의회 의원(초선, 당진군 제1선거구)
  - 충청남도의회 도청이전추진지원특별위원회 위원
  - 태안기름유출사고피해지역지원특별위원회 위원
- 2010.07~2014.03 제9대 충청남도의회 의원(재선, 당진군 제1선거구)
  - 제9대 충청남도의회 예산결산특별위원회 위원
  - 2010.07~2012.06 제9대 충청남도의회 전반기 부의장
- 2014.07~2022.06: 제2·3대(민선 6·7기) 충청남도 당진시장(재선, 더불어민주당)
- 2020.09~2022.10: 더불어민주당 충청남도당 부위원장

## 역대 선거 결과
|  | 15.96% |

|  | 31.42% |

|  | 35.72% |

|  | 35.11% |

|  | 45.43% |

|  | 43.48% |

|  | 49.49% |

| 전임 이철환 | 제2·3대 충청남도 당진시장 2014년 7월 1일~2022년 6월 30일 | 후임 오성환 |